# وویتیخوف (ناحیه خرودیم)
وویتیخوف (به چکی: Vojtěchov) یک منطقهٔ مسکونی در جمهوری چک است که در ناحیه خرودیم واقع شده‌است. وویتیخوف ۴۱۹ نفر جمعیت دارد.